# Биро за међународне послове
Биро за међународне послове (енгл. The Bureau of International Labor Affairs, ILAB) је оперативна јединица Министарства рада Сједињених Америчких Држава, која управља међународним одговорностима одељења. Према изјави о мисији:
„Биро за међународна радна питања предводи напоре америчког Министарства рада да осигура да радници широм свијета буду третирани праведно и да могу да учествују у добробитима глобалне економије. Мисија ИЛАБ-а је да побољша глобалне услове рада, подигне животни стандард, заштити способност радника да остваре своја права и позабави се експлоатацијом дјеце и других угрожених група на радном мјесту. Наши напори помажу да се америчким радницима обезбједе поштени услови и доприносе јачим извозним тржиштима за робу произведену у Сједињеним Државама.
ИЛАБ промовише економску сигурност и стабилност радника Сједињених Држава у међународним пословима и пружа савјете и статистичке податке о политичким одлукама које су забринуте за рад у САД. Биро такође представља Сједињене Државе на трговинским преговорима и у међународним тијелима као што су Међународна организација рада (ИЛО), Свјетска трговинска организација (СТО) и Организација за економску сарадњу и развој (ОЕЦД). Такође пружа техничку помоћ страним земљама у интересу користи Сједињеним Државама и додатно ради са другим владиним агенцијама у борби против дјечијег рада и трговине људима у иностранству и у Сједињеним Државама.
Биро за међународне послове се налази у згради Френсис Перкинс, соба S-2235, 200 Constitution Avenue, Северозапад, Вашингтон 20210. Тренутно је под управом замјеника подсекретара за међународне послове Тее Ли.

## Историја
Биро за међународне послове је формиран 10. октобра 1947. године за вријеме администрације председника Харија С. Трумана под управом Луиса Б. Швеленбаха као средство за формалну институционализацију међународних директива Министарства рада. Од свог оснивања, ИЛАБ је помогао да се донесе Закон о трговинским споразумима из 1979. године, помогао је увођење Сједињених Америчких Држава у Међународну организацију рада (ИЛО) и управљао Сјеверноамеричким споразумом о сарадњи у раду (НААЛЦ), дијелом Сјеверноамерички споразум о слободној трговини (НАФТА) који се бавио трговинским односима и захтјевао успостављање одјељења у свакој држави чланици за пружање информација о условима рада у тој земљи.

## Дјечји рад, трговина људима и принудни рад
Конгрес Сједињених Америчких Држава је 1993. године наложио тадашњем секретару за рад Роберту Рајху да идентификује стране индустрије и земље које извозе робу у Сједињене Државе која је произведена коришћењем дјечијег рада. Одговорност за овај пројекат је дата ИЛАБ-у који је објавио први од својих извјештаја на тему: Зној и труд дјеце: Употреба дјечијег рада у америчком увозу.
Предсједник Бил Клинтон је 1999. године потписао извршну наредбу 13126 која је забрањивала куповину предмета који су произведени принудним или уговореним радом. Такође је овластио Министарство рада да састави листу предмета и њихових земаља које би биле забрањене. Ово је спадало у надлежност Бироа за међународне послове. Тренутна листа, коју је саставио ИЛАБ, састоји се од 31 производа укључујући бамбус, пасуљ, какао, кафу, ораси, пиринач, гуму, шкампе и шећерну трску. Производи долазе из земаља као што су Авганистан, Аргентина, Бенин, Боливија, Буркина Фасо, Бурма, Кина, Колумбија, Конго, Етиопија, Гана, Индија, Обала Слоноваче, Мали, Непал, Нигерија, Пакистан, Русија, Сијера Леоне, Таџикистан, Тајланд и Узбекистан. Од 2004. године, ИЛАБ је потрошио више од 250 милиона долара на борбу против дјечијег рада од 1995. године.
Биро за међународне послове је 10. априла 2009. године објавио писмо о намјерама да „финансира међународне пројекте елиминације дјечијег рада у фискалној 2009. години“ које укључује додјелу „награда за споразум о сарадњи“ заснованих на заслугама организацијама које желе да финансирају пројекте за борба против дјечијег рада кроз образовање. Предвиђено је да се за ову сврху издвоји 20 милиона долара. Ови напори ће бити усмерени на земље Гватемале, Индонезије, Непала и Руанде.

## Међународна техничка сарадња
ИЛАБ пружа техничку помоћ другим земљама у областима техничке експертизе, здравља радника и радних услова са циљем да користи спољној политици САД. Овај програм је почео након Другог свјетског рата када је Министарство рада поучавало немачке синдикалисте да помогну у напорима за реконструкцију Европе.
Године 1975., ИЛАБ је радио са Владом Саудијске Арабије на развоју програма стручног усавршавања, а 1989. године, након усвајања Закона о подршци источноевропској демократији (СЕЕД), ИЛАБ је помогао економијама које су прелазиле на отворенији економски систем да развију тржишта рада. Поред тога, ИЛАБ је предузео различите друштвене иницијативе широм свијета, укључујући пројекат од 10 милиона долара за борбу против ширења ХИВ/АИДС-а код радника. Све ове иницијативе имају за циљ обезбјеђивање стабилности међусобно повезане глобалне економије у којој питања рада у страним земљама могу имати негативне ефекте у Сједињеним Државама.

## Канцеларије
- Канцеларија заменика подсекретара за међународне послове (енгл. Office of the Deputy Under Secretary for International Affairs, ODUS)
- Канцеларија за дечији рад, принудни рад и трговину људима (енгл. Office of Child Labor, Forced Labor, and Human Trafficking, OCFT)
  - Одјељење за истраживање и политику (енгл. Research and Policy Division)
  - Одсек за праћење и евалуацију (енгл. Monitoring and Evaluation Division)
  - Одсек Азија/Европа/МЕНА (енгл. Asia/Europe/MENA Division)
  - Латинска Америка и Карипска дивизија
  - Афричка дивизија
- Канцеларија за трговину и радна питања
  - Одељење за трговинску политику и преговоре (енгл. Trade Policy and Negotiations Division, TPN)
  - Одсек за праћење и спровођење трговинских споразума (енгл. Monitoring and Enforcement of Trade Agreements Division, META)
  - Одељење за техничку помоћ и сарадњу (енгл. Technical Assistance and Cooperation Division, TAC)
- Канцеларија за међународне односе (енгл. Office of International Relations, OIR)
  - Одсек за мултилатерална и глобална питања
- Канцеларија за економска и радна истраживања (енгл. Office of Economic and Labor Research, OELR)

## Повезано законодавство
- Извршна наредба 13126
- Закон о заштити жртава трговине људима и насиља из 2000.